# Baron Clifford of Chudleigh

Wappen der Barone Clifford of Chudleigh

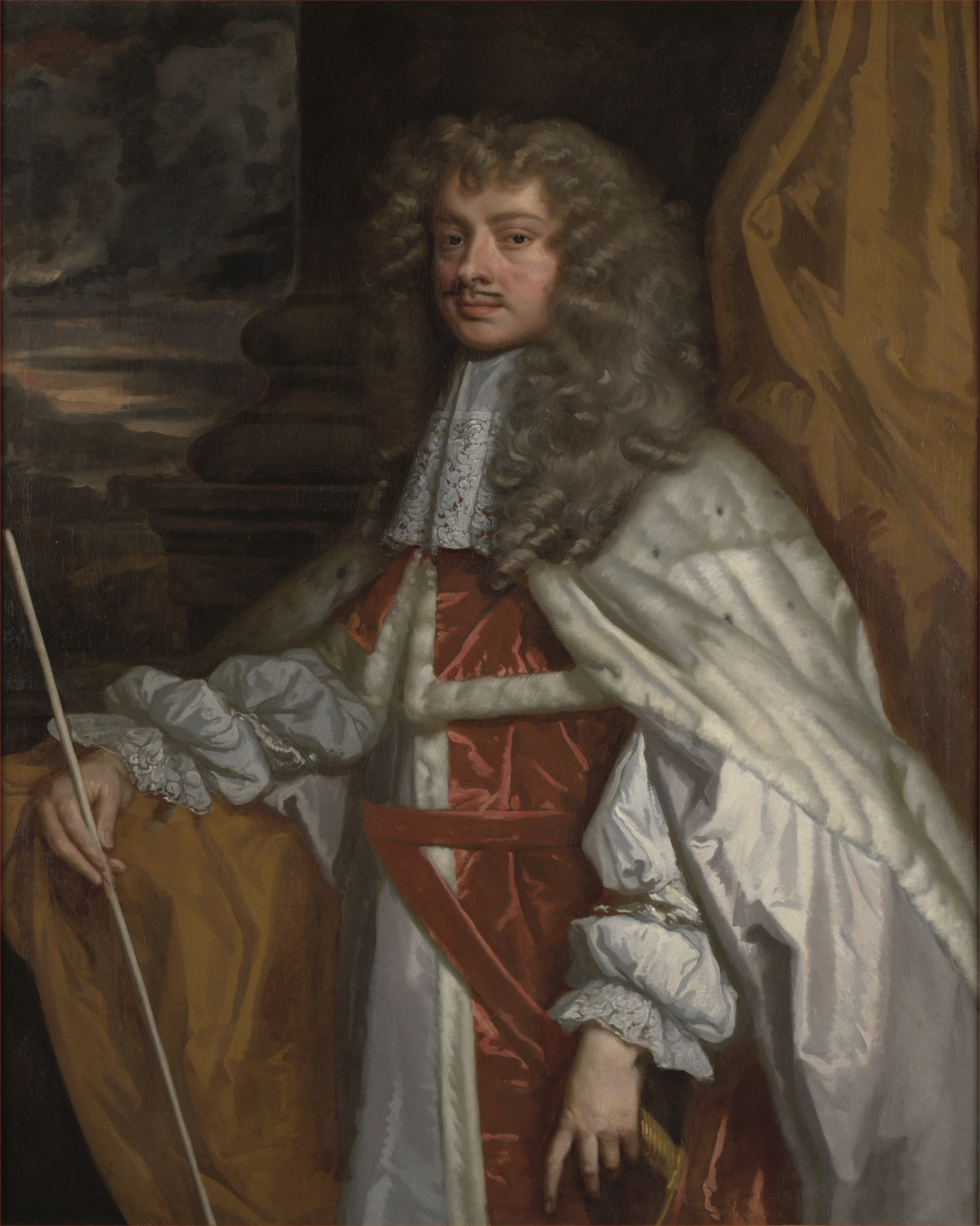
Thomas Clifford, 1. Baron Clifford of Chudleigh

Baron Clifford of Chudleigh, of Chudleigh in the County of Devon, ist ein erblicher britischer Adelstitel in der Peerage of England.
Stammsitz der Barone ist Ugbrooke Park in Chudleigh, Devon.

## Verleihung
Der Titel wurde am 22. April 1672 für den Unterhausabgeordneten Sir Thomas Clifford geschaffen. Ab November 1672 hatte er auch das Amt des Lord High Treasurers inne.

## Liste der Barone Clifford of Chudleigh (1672)
- Thomas Clifford, 1. Baron Clifford of Chudleigh (1630–1673)
- Hugh Clifford, 2. Baron Clifford of Chudleigh (1663–1730)
- Hugh Clifford, 3. Baron Clifford of Chudleigh (1700–1732)
- Hugh Clifford, 4. Baron Clifford of Chudleigh (1726–1783)
- Hugh Clifford, 5. Baron Clifford of Chudleigh (1756–1793)
- Charles Clifford, 6. Baron Clifford of Chudleigh (1759–1831)
- Hugh Clifford, 7. Baron Clifford of Chudleigh (1790–1858)
- Charles Clifford, 8. Baron Clifford of Chudleigh (1819–1880)
- Lewis Clifford, 9. Baron Clifford of Chudleigh (1851–1916)
- William Clifford, 10. Baron Clifford of Chudleigh (1858–1943)
- Charles Clifford, 11. Baron Clifford of Chudleigh (1887–1962)
- Lewis Clifford, 12. Baron Clifford of Chudleigh (1889–1964)
- Lewis Clifford, 13. Baron Clifford of Chudleigh (1916–1988)
- Thomas Clifford, 14. Baron Clifford of Chudleigh (* 1948)

Titelerbe (Heir apparent) ist der Sohn des aktuellen Titelinhabers Alexander Clifford (* 1985).